# François Énault
Pour les articles homonymes, voir Énault.
François Enault, né à Varenguebec le 28 mai 1869 et mort le 24 novembre 1918 à Paris, est un poète, écrivain, dessinateur, peintre et caricaturiste politique français.

## Biographie
François Enault est né le 28 mai 1869 à Varenguebec, petit village de la Manche où son père était instituteur. C’est l’aîné d’une famille de douze enfants. Il fait ses études au collège de Valognes, puis à Paris pour étudier le droit, selon le vœu de son père.
Mais ses aspirations étaient ailleurs : il avouait « avoir l’impression d’avoir toujours su dessiner ». Sur ses cahiers d’école, il croquait des dessins très réalistes, ce qui lui valut de nombreuses punitions par son instituteur qui était aussi son père. Ses cahiers de physique étaient toujours agrémentés d’illustrations montrant son goût irrésistible pour le dessin.
Abandonnant le droit, il étudie donc la peinture et le dessin à Paris où il est élève de Maurice Orange et de Louis-Marie Désiré-Lucas, gagnant sa vie en illustrant des journaux ou des livres, sous le pseudonyme de MOB, de Mondet-Tenclin ou de Jean Frinot.
Il expose dès 1903 au Salon des artistes français.
Une place porte son nom à Varenguebec, sa commune natale, et une rue à Lessay.
Normand jusqu’au fond de l’âme, il créa, avec Louis Beuve, le « Bouais Jan », une société visant à regrouper les Normands de Paris.

## Œuvre d’artiste
Ses peintures sont inspirées également de son pays natal, scènes de marchés, de la vie quotidienne aux champs, intérieurs normands, marines, vieux manoirs de Coutances, aux environs de Cherbourg, de Barneville, à Saint-Vaast-la-Hougue. Rien n’échappait à son regard acéré lors de ses randonnées manchoises.
Ses œuvres sont des tableaux de vie qui représentent le quotidien du Cotentin rural : les marchés, les intérieurs des fermes, les foires, les fêtes, la pêche et les coutumes. Ils peignait et décrivait les gens et les paysages tels qu’ils étaient.
C’est toute une partie du patrimoine du Cotentin que l’on peut retrouver dans ses œuvres qui sont aussi des documents de l’histoire de l’avant-guerre. Louis Beuve disait très justement : « Il peignait en patois. »

### Huiles

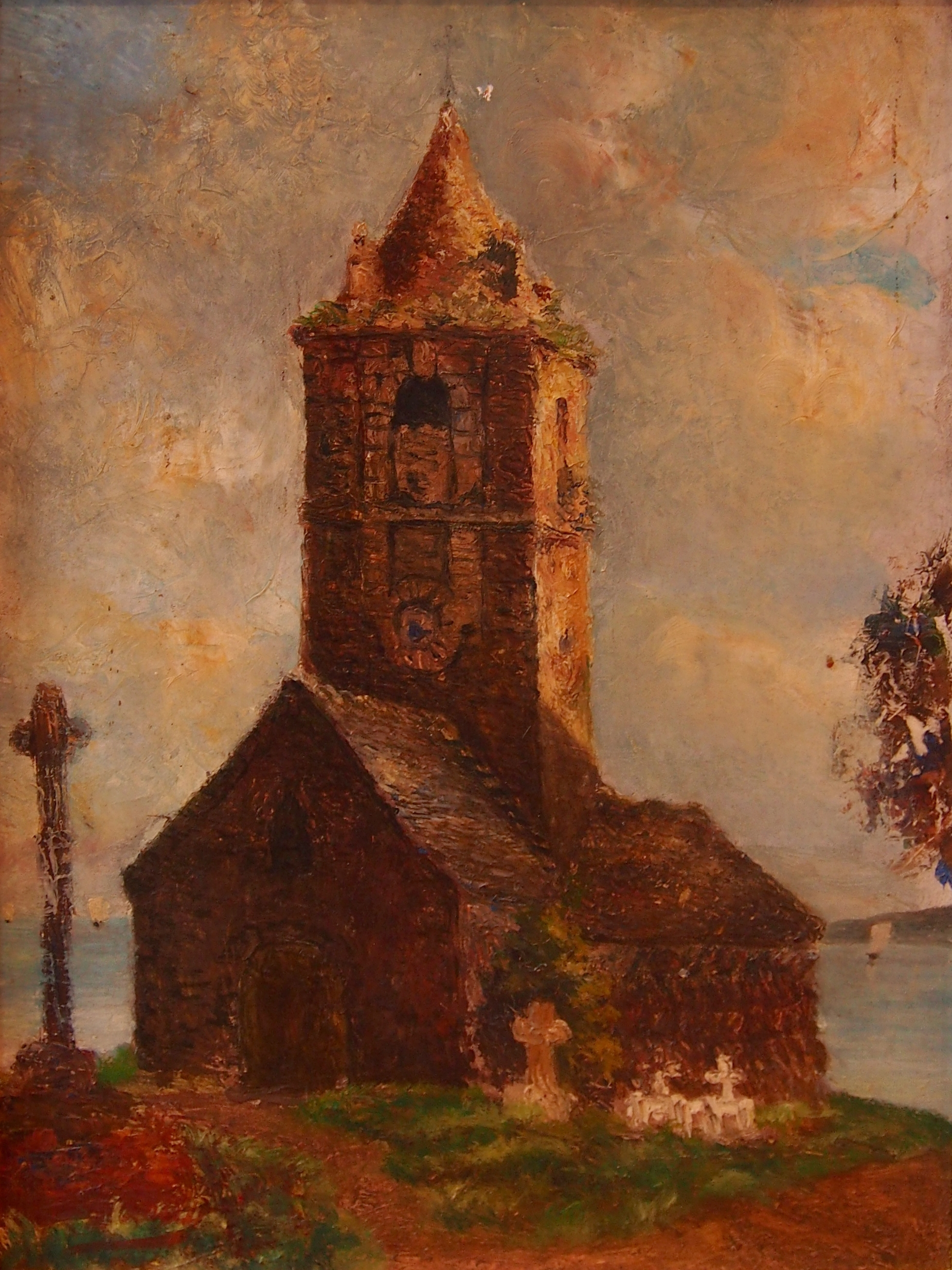
La Chapelle de Querqueville (musée Quesnel-Morinière, à Coutances).

À ses débuts, il ne jurait que par les peintres flamands de l’époque ; il en étudia donc la manière de peindre. C’est alors la période des scènes intérieures, sombres et tristes, qu’il animait au moyen de clairs-obscurs.
Puis sa peinture évolua quand il fut pris par le courant de l’impressionnisme. Il peignit alors de nombreuses scènes de vie extérieure qui gagnèrent en lumière et en couleurs.
Il exposa plusieurs de ses œuvres, à partir de 1903, au Salon des artistes français, au Grand Palais.

### Dessins
Ce sont ses dessins qui lui permirent de vivre, dès l’arrêt de ses études de droit. Il caricaturait les situations de la vie courante avec tendresse et malice. Ses gravures et ses lithographies furent dans le même esprit. Ses dessins humoristiques  légendés en normand furent aussi reproduits sur une série d'assiettes, de tasses et de bols (faïence de Sarreguemines) très recherchées des collectionneurs. Des assiettes ont été rééditées après sa mort dans les années 1940.

### Aquarelles
On peut retrouver bien entendu la Normandie de l’époque dans des aquarelles aux couleurs étonnamment vives et chatoyantes.
Il avait prévu, après la guerre, d’organiser une exposition publique de ses toiles, gravures, et dessins. Ce projet, qui aurait pu déboucher sur la consécration de son talent, fut stoppé par sa mort subite le 24 novembre 1918 : il n’avait que 49 ans.

## Œuvre littéraire
François Enault fut journaliste à la revue Arts, lettres et sciences. Son talent s’exerça également comme conteur : la preuve en est faite dans les récits qui parurent dans le Bouais-Jan et le Journal de la Manche et réunies en 1930 dans un livre intitulé Les propos de Jean Frinot. Il racontait avec l’accent du terroir prononcé les contes recueillis dans le Cotentin, les histoires comiques dont il était lui-même l’auteur.
Il devint, vers 1911 rédacteur en chef d’un grand hebdomadaire, La France illustrée et le resta jusqu’à la fin de sa vie.
Il est inhumé à Varenguebec.

## Publications
Contes
- Une bonne précaution, Bouais-Jan, 8 mai 1897
- Pénitenche, Bouais-Jan, extrait des Propos de Jean Frinot
- La petite goutte, Journal de la Manche
- Une conversion difficile, extrait des Propos de Jean Frinot, Bouais-Jan, janvier 1898
- La graisse à baté, extrait des Propos de Jean Frinot, Bouais-Jan, 23 janvier 1898
- Journée de fête, Journal de la Manche, extrait des Propos de Jean Frinot, 18 juin 1904
- Un bouon pesson d’avri
- Un diplôme, Journal de la Manche, extrait des Propos de Jean Frinot, septembre 1907
- Eun fripon fripounne, Journal de la Manche, janvier 1908

Ouvrages
- Les propos de Jean Frinot, P. Bellée éditeur, Coutances, 1948
- article François Enault 1869-1918 par C. Guenole & Ph. Duval dans Le Viquet, Parlers et traditions populaires de Normandie no 149, octobre 2005
- Vingt dessins de François Enault, Assemblée normande, à Varenguebec, Imprimerie P. Bellée éditeur, Coutances, 1968